# Blavet
Blavet (bretonsko Blavezh) je 151 km dolga reka v severozahodni francoski regiji Bretanji.
Reka izvira v severni bretonski pokrajini Trégor. Med Gouarecom in Pontivyjem se razširi v jezero Lac de Guerlédan, katero je bilo ustvarjeno z zajezitvijo reke in izgradnjo hidroelektrarne v letu 1930. Od Pontivyja dalje predstavlja del bretanskega kanalskega sistema Nantes-Brest, od njega pa vse do izliva v Biskajski zaliv pri kraju Port-Louis v bližini Lorienta pa je tudi plovna za manjša plovila. Pri kraju Lanester (predmestje Lorienta) se vanjo izliva reka Scorff.
Reka teče skozi naslednje departmaje in kraje:
- Côtes-d'Armor: Saint-Nicolas-du-Pélem, Gouarec,
- Morbihan: Pontivy, Hennebont, Lorient.